# Paul Boudens
Paul Boudens is een Belgisch grafisch ontwerper. Hij is vooral gekend door zijn ontwerpen en huisstijl voor de Belgische modewereld.

## Werk
Hij werkte onder andere voor Haider Ackermann, Olivier Theyskens,  Walter Van Beirendonck, Yohji Yamamoto, Dries Van Noten, Jurgi Persoons en volgende oragisaties Rosas (dans), P.A.R.T.S., de Brusselse opera, het Kaaitheater, het MoMu, de Antwerpse Modeacademie.
Daarnaast deed hij de lay-out van het modetijdschrift A Magazine, het logo en affiche interieur 2000.

## Erkentelijkheden
- 2023 - Henry Van de Velde Award Lifetime Achievement[3][4]